# Sciatta
Sciatta là một chi bướm đêm thuộc họ Noctuidae.